# Zoologischer Garten Hamburg

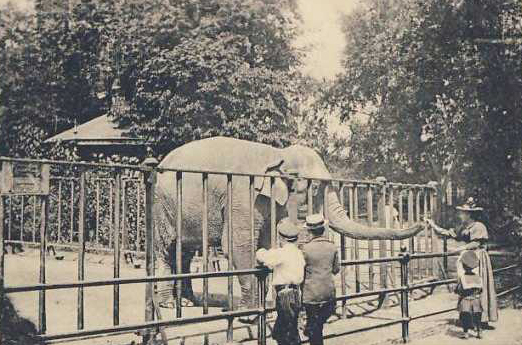
Asiatischer Elefant im Zoologischen Garten Hamburg, um 1900

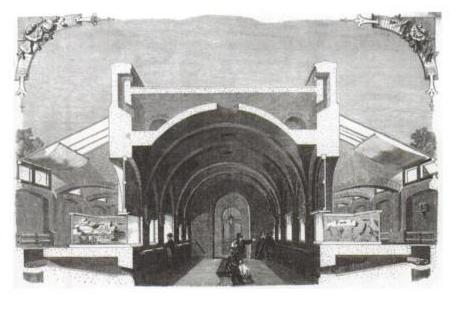
Das Aquarienhaus des frühen Hamburger Zoos war eines der bedeutendsten seiner Zeit.

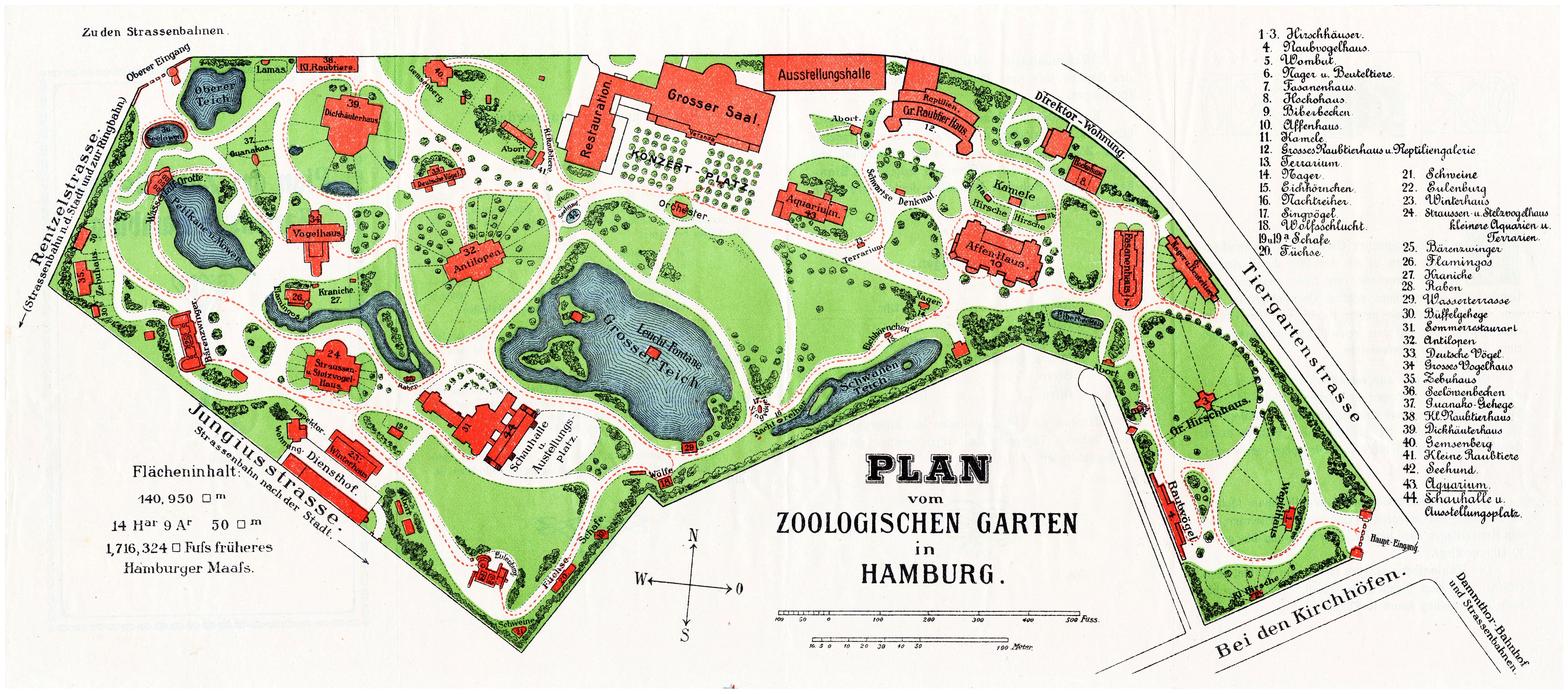
Plan des Zoologischen Gartens um 1900

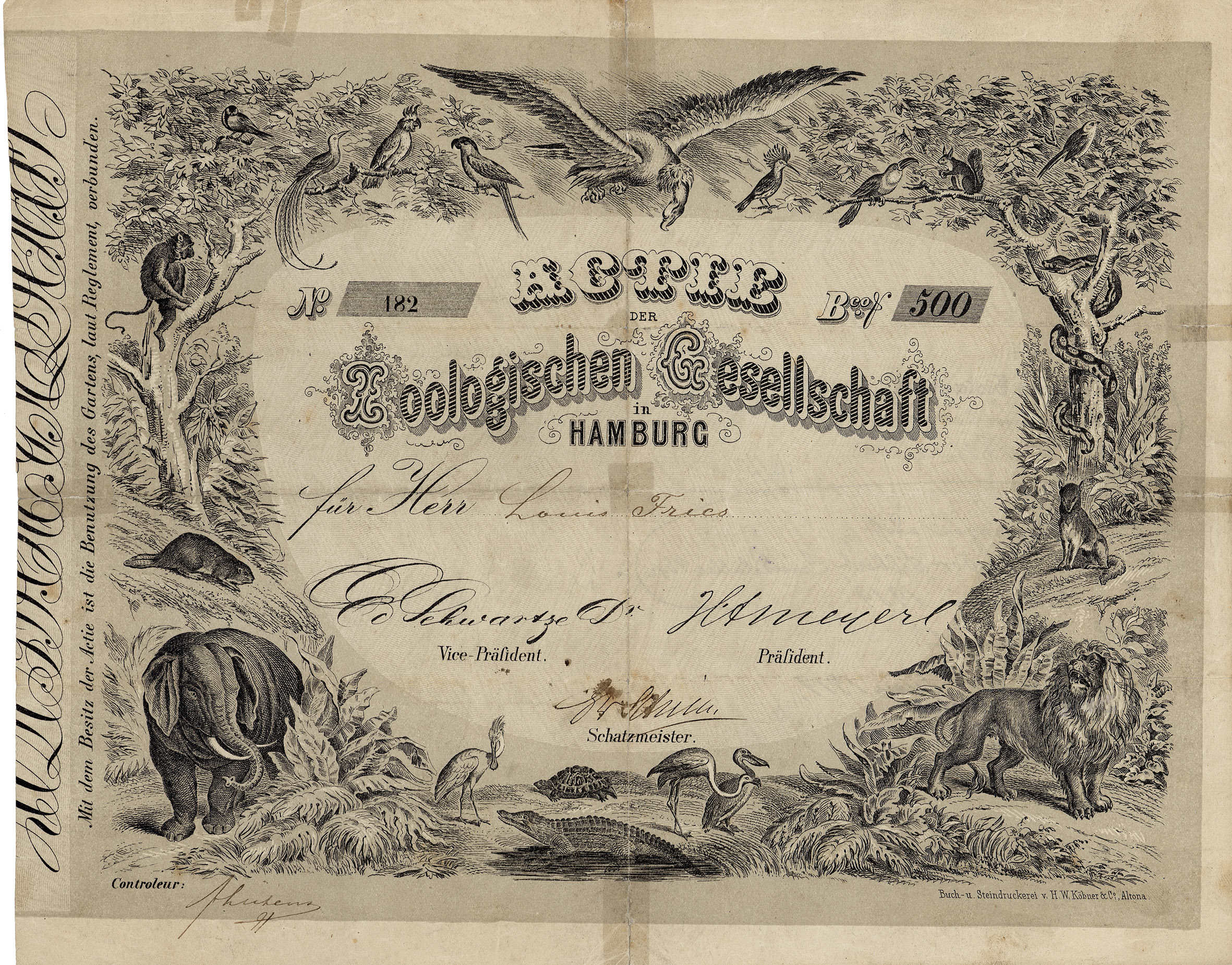
Aktie über 500 Banco Shilling des Zoologischen Gartens in Hamburg vom 1. August 1864

Der Zoologische Garten Hamburg war ein Zoo in Hamburg. Er wurde am 17. Mai 1863 als fünfter deutscher Zoo eröffnet. Die Gründung erfolgte auf Initiative einiger Hamburger Bürger (unter ihnen Ernst Merck, Karl August Möbius, Heinrich Föhring und Heinrich Adolph Meyer).

## Entwicklung
Der Eröffnung war eine mehr als dreijährige Planungsphase mit der Gründung einer Zoologischen Gesellschaft auf Aktienbasis vorausgegangen. Der Plan stammte von dem Gärtner Friedrich Jürgens, der auch dessen Ausführung leitete und 1869 auch das Gelände der ersten Internationalen Gartenbauausstellung in Hamburg gestaltete. Die Bäume und Sträucher wurden von der Baumschule „James Booth und Söhne“ geliefert. Bereits 1862 wurde der Zoologe Alfred Brehm zum ersten Direktor des Zoologischen Gartens berufen. Während seiner Zeit als Zoodirektor entstanden die ersten Bände zu seinem Hauptwerk Illustrirtes Thierleben (später Brehms Tierleben), das ab 1863 erschien. Der Hamburger Zoo beherbergte bei seiner Eröffnung das erste öffentliche Meerwasseraquarium auf deutschem Boden. Unter Brehms Leitung wuchs die artenreiche Tiersammlung rasch an. Als Zwischenstation im aufblühenden Tierhandel bot der Hamburger Zoo in den Anfangsjahren einen häufiger wechselnden Tierbestand. Nach Reibereien mit dem Verwaltungsrat des Zoologischen Gartens und der Beschneidung von Brehms Kompetenzen kündigte Brehm auf Drängen des Verwaltungsrates mit Schreiben vom 29. Oktober 1866, das sein Ausscheiden zum Mai 1867 vorsah. Nachdem der Konflikt jedoch in die Öffentlichkeit getragen worden war, wurde Brehm am 23. November 1866 mit sofortiger Wirkung entlassen.
Kommissarisch hatte den Zoo wohl Inspektor Sigel geleitet. Einen Nachfolger zu finden, war nicht einfach. Ernst Haeckel lehnte die Stelle ab. Im Januar 1868 übernahm der Zoologe Franz Hilgendorf die Leitung des Zoos, blieb aber nur bis zum 1. November 1870. Danach war die Position bis 1875 unbesetzt, bis der Hamburger Mädchenschullehrer Heinrich Bolau zum 14. Oktober 1875 als Direktor berufen wurde. Während seiner Amtszeit eröffnete Carl Hagenbeck 1907 seinen als Tierparadies gepriesenen Tierpark Hagenbeck in Stellingen und machte dem chronisch unterfinanzierten Hamburger Zoo zusätzlich das Leben schwer, zudem dieser keine Innovationen entgegenzusetzen wusste. Des Amtes müde, ließ sich Bolau zum 1. Mai 1909 in den Ruhestand versetzen. So trat der afrikaerfahrene Zoologe Julius Vosseler 1909 kein leichtes Erbe an. Dennoch gelang es ihm, einen erlesenen Tierbestand aufzubauen und den Tieren in schwierigen Zeiten eine tadellose Pflege angedeihen zu lassen. Als die Zoologische Gesellschaft Hamburg die Umwandlung in einen Volks- und Vogelpark betrieb, ließ sich der verdiente Zoodirektor 1927 in den Ruhestand versetzen.
Der Zoologische Garten hatte eine Fläche von ca. 14 Hektar, die der Zoologischen Gesellschaft für fünfzig Jahre vom Hamburger Senat kostenfrei überlassen wurde. Nur schleppend konnten Verlängerungen ausgehandelt werden, so dass die Fläche nach 1920 der Stadt Hamburg zurückgegeben werden sollte. Der Zoologische Garten wurde 1930 geschlossen. Ein Teil des Geländes wurde in einen als „Volkspark“ bezeichneten Rummelplatz mit Jahrmarktsbetrieb umgewandelt, der andere in einen Vogelpark. Letzterer wurde bereits nach eineinhalb Jahren liquidiert. In den Jahren 1934 und 1935 wurde die Parkanlage unter Leitung des Gartenarchitekten Karl Plomin für die Niederdeutsche Gartenschau neu gestaltet. An dieser Stelle befindet sich seitdem Planten un Blomen, eine 1986 auf 47 ha erweiterte Parkanlage. Die Tiergartenstraße an der Grenze zur Bahn erinnert an die frühere Nutzung des Geländes. Bis 1970 befanden sich im Hamburger Stadtpark einige Kleintiergehege aus dem Zoologischen Garten.

### Völkerschauen
Auf dem Gelände des Zoologischen Garten lassen sich nahezu jährlich je eine veranstaltete Völkerschau in der Zeit von 1895 bis 1910 nachweisen.